# Overstroming in het Rhônebekken (1856)

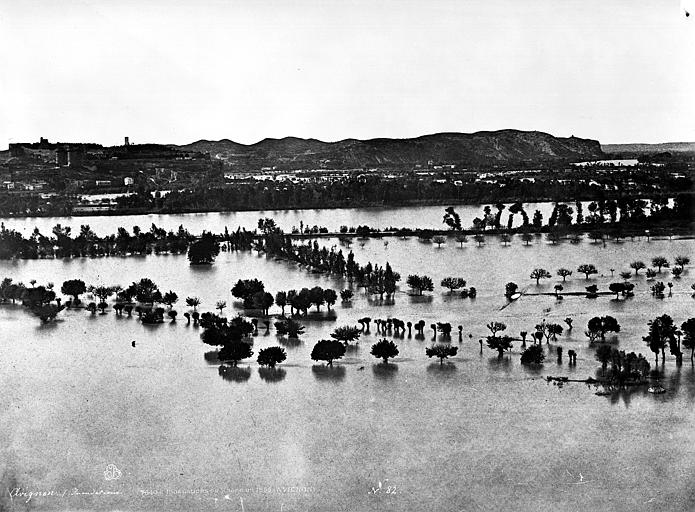
Overstroming van de Rhône bij Avignon

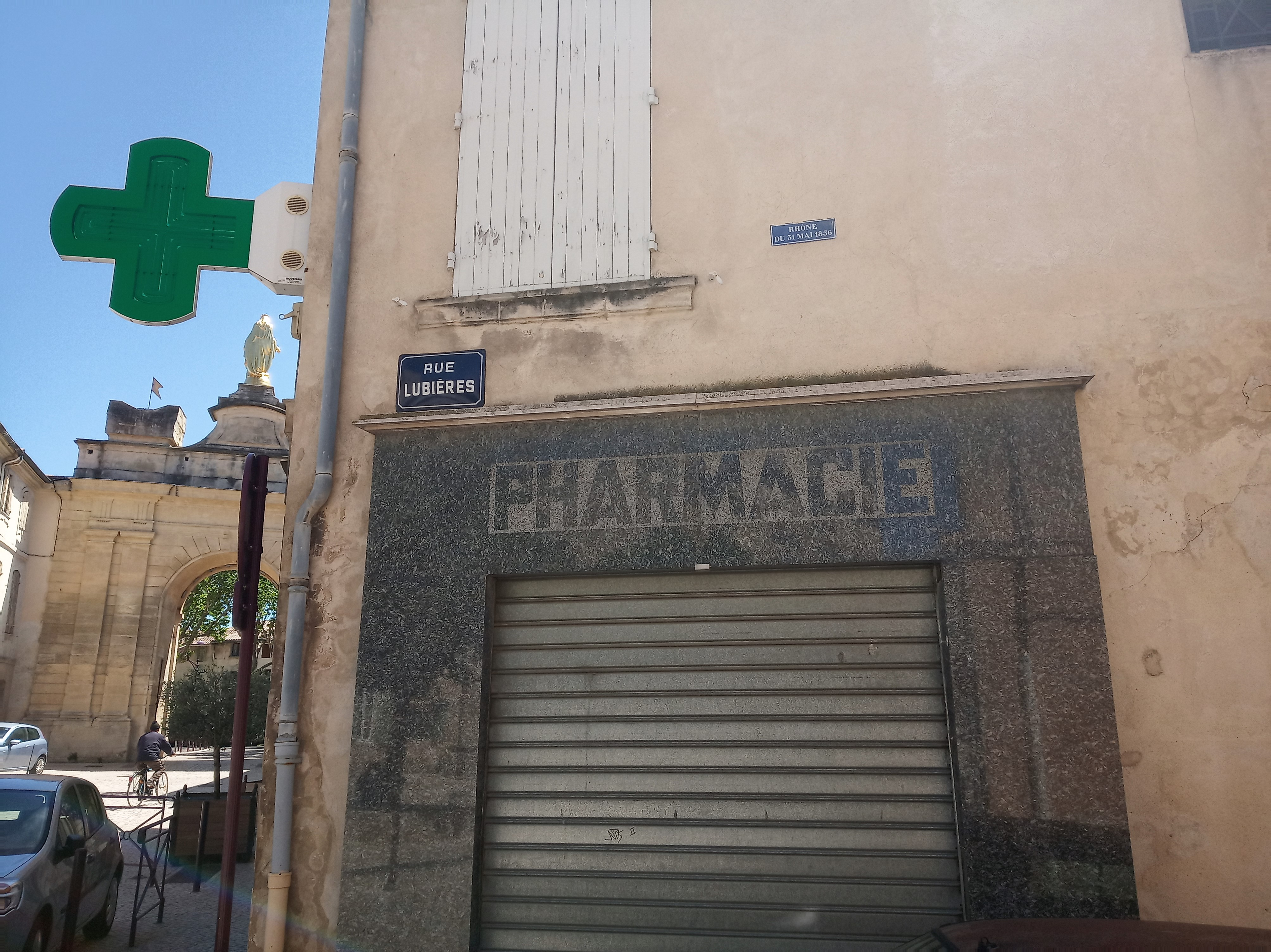
Stand van de Rhône op 31 mei 1856, aangegeven op een huis in Tarascon

Eind mei 1856 vonden grote overstromingen plaats in het Rhônebekken. Dit waren samen met die van november 1840 de ergste overstromingen in het Rhônebekken van de 19e eeuw. Deze overstromingen vielen samen met grote overstromingen van de Garonne en in het Loirebekken.

## Oorzaken
De maand mei 1856 was erg regenachtig. Tussen 28 en 30 mei vielen uitzonderlijke neerslaghoeveelheden in het oosten van Frankrijk. Op de bovenloop van rivieren als de Arve, Isère en Durance regende het onafgebroken gedurende een etmaal of meer.
Na de overstromingen van 1840 waren her en der hoge dijken gebouwd om nieuwe overstromingen te voorkomen. Hierbij kregen de gezwollen rivieren niet de kans om over te lopen in hun natuurlijke overstromingsgebieden en was de kracht van het water ter hoogte van de stedelijke gebieden des te krachtiger.

## Overstromingen
Door de aanvoer van het regenwater overstroomden de Saône en de Rhône. Langs de Saône overstroomden landbouwgronden en ging de oogst verloren. In Lyon, bij de samenloop van de twee rivieren, overstroomden de lager gelegen gedeelten van de stad. Op 30 mei begaf een dijk in aanbouw het stroomopwaarts van de stad. Een vloedgolf overspoelde Les Broteaux en La Guillotière (toen nog dorpen, nu wijken van Lyon). In La Guillotière verloren 18 mensen het leven.
Op 31 mei overstroomde de benedenloop van de Rhône. In Avignon vond er eerst een dijkbreuk plaats in de wijk van Saint-Lazare. Daarna stortte ook de stadsmuur langs de Rhône in over een lengte van 300 meter. Zo kon het water doordringen in het stadscentrum.
Ook het peil van de Durance was uitzonderlijk hoog en stroomafwaarts van de samenvloeiing van de Durance en de Rhône bereikte het rivierpeil recordhoogten. Avignon en het hele gebied van de heuvels van Vivarais tot de Middellandse Zee kwamen onder water te staan. In Tarascon kwam het water tot de eerste verdieping van de huizen en het kwam zelfs tot vijf meter hoog in de laagste delen van de stad. Gans de Camargue stond blank onder twee tot drie meter water en veel van het vee daar verdronk.

## Cijfers

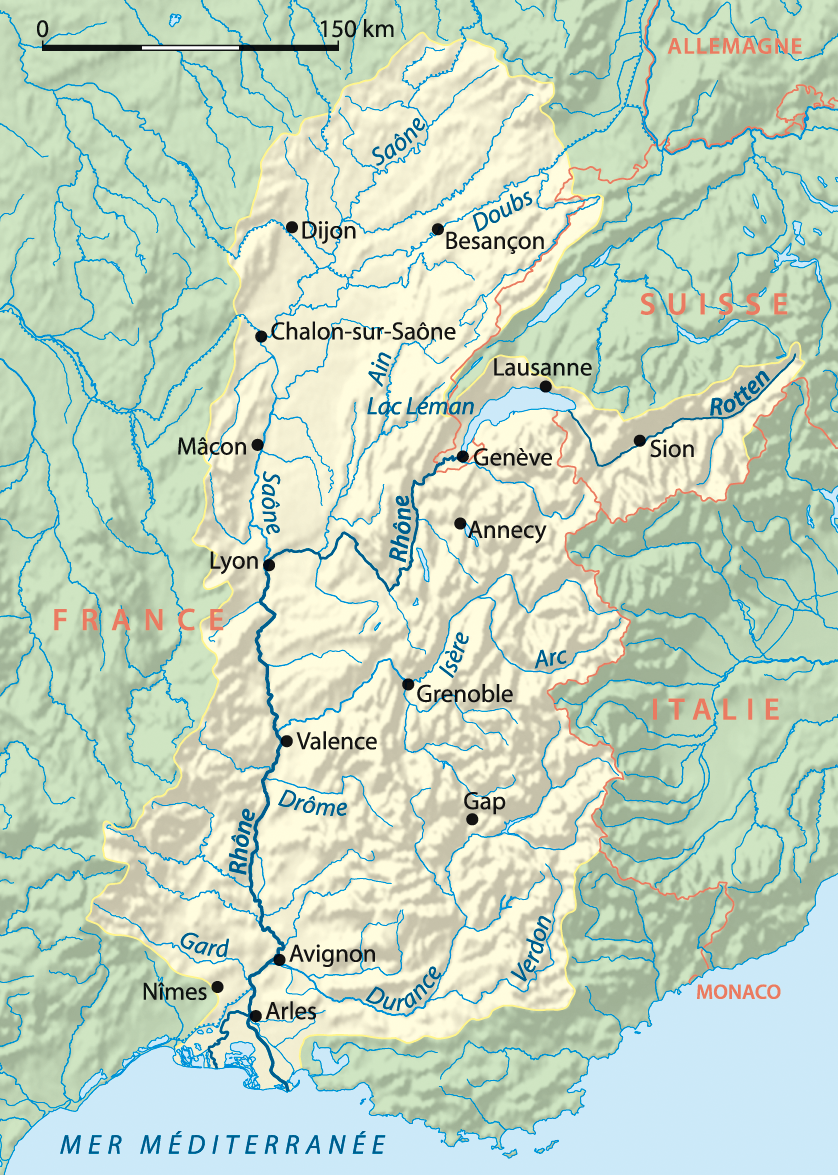
Het stroomgebied van de Rhône met de voornaamste steden

Op 31 mei 1856 had de Rhône een debiet van 6.000 m³/s in Givors, 9.500 m³/s in Le Teil en 12.500 m³/s in Beaucaire. Ook de Isère had een recorddebiet van 2.600 m³/s. Deze waarden werden enkel benaderd of overtroffen in 1840. Stroomafwaarts van Lyon was de overstroming van 1856 de grootste uit de geschiedenis. Voor de Rhône zijn dit stroomopwaarts van Lyon de overstromingen van 1927, 1944 of 1990 (afhankelijk van de plaats). Voor de Saône was de overstroming van 1840 de grootste in de bekende geschiedenis.

## Reacties en gevolgen
Keizer Napoleon III reisde na de ramp naar Lyon om zijn medeleven te betuigen. Met de trein reisde haar door naar Avignon van waaruit het met een boot naar Tarascon reisde. Napoleon III schonk persoonlijk een groot geldbedrag aan de slachtoffers. Zijn acties vergrootten zijn populariteit. In gans Frankrijk werd geld geschonken om de slachtoffers van de overstromingen te helpen. De Franse regering maakte 27 miljoen francs vrij om bruggen, fonteinen en monumenten te herstellen.
Er kwam een nationaal programma ter voorkoming van overstromingen. Aandachtspunten waren de herbebossing van hellingen, de bescherming van de steden door de aanleg van dijken en het voorzien van overstromingsgebieden in landbouwgebied. Op 28 mei 1858 werd een wet ter voorkoming van grote rampen gestemd, een primeur in Frankrijk. Er kwam een systeem om tijdig voor overstromingen te waarschuwen en er werd werk gemaakt van een systeem van dijken en overstromingsgebieden stroomopwaarts van de stedelijke centra.